# Juice Wrld
Jarad Anthony Higgins (Chicago, 2 de dezembro de 1998 — Oak Lawn, 8 de dezembro de 2019), mais conhecido por seu nome artístico Juice Wrld (estilizado Juice WRLD, pronuncia-se "juice world"), foi um rapper, cantor e compositor norte-americano. Foi conhecido por seus singles de sucesso All Girls Are the Same e Lucid Dreams, que o ajudaram a ganhar um contrato de gravação com a Grade A Productions, de Lil Bibby, e a Interscope Records.
"All Girls Are the Same" e "Lucid Dreams" atuaram como singles para o álbum de estúdio de estreia de Juice WRLD, Goodbye & Good Riddance (lançado em maio de 2018), que recebeu o certificado de platina pela Recording Industry Association of America (RIAA). O álbum teve uma recepção crítica positiva e continha três outros singles: "Armed and Dangerous", "Lean wit Me" e "Wasted". Todos esses singles entraram na Billboard Hot 100. Depois de colaborar com Future na mixtape WRLD on Drugs (2018), Juice WRLD lançou seu segundo álbum, Death Race for Love, em março de 2019. Death Race for Love se tornou seu primeiro álbum número um na Billboard 200.

## Biografia

### Carreira

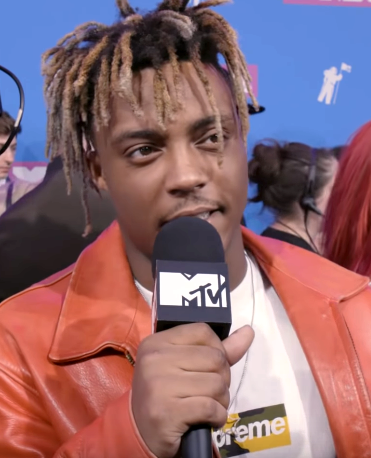
Higgins no MTV Video Music Awards, em agosto de 2018.

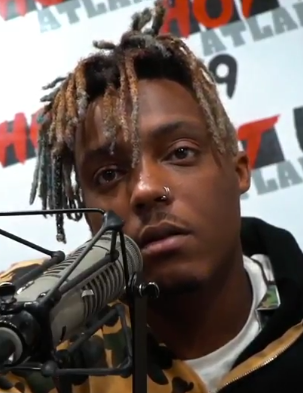
Higgins em uma entrevista em julho de 2018

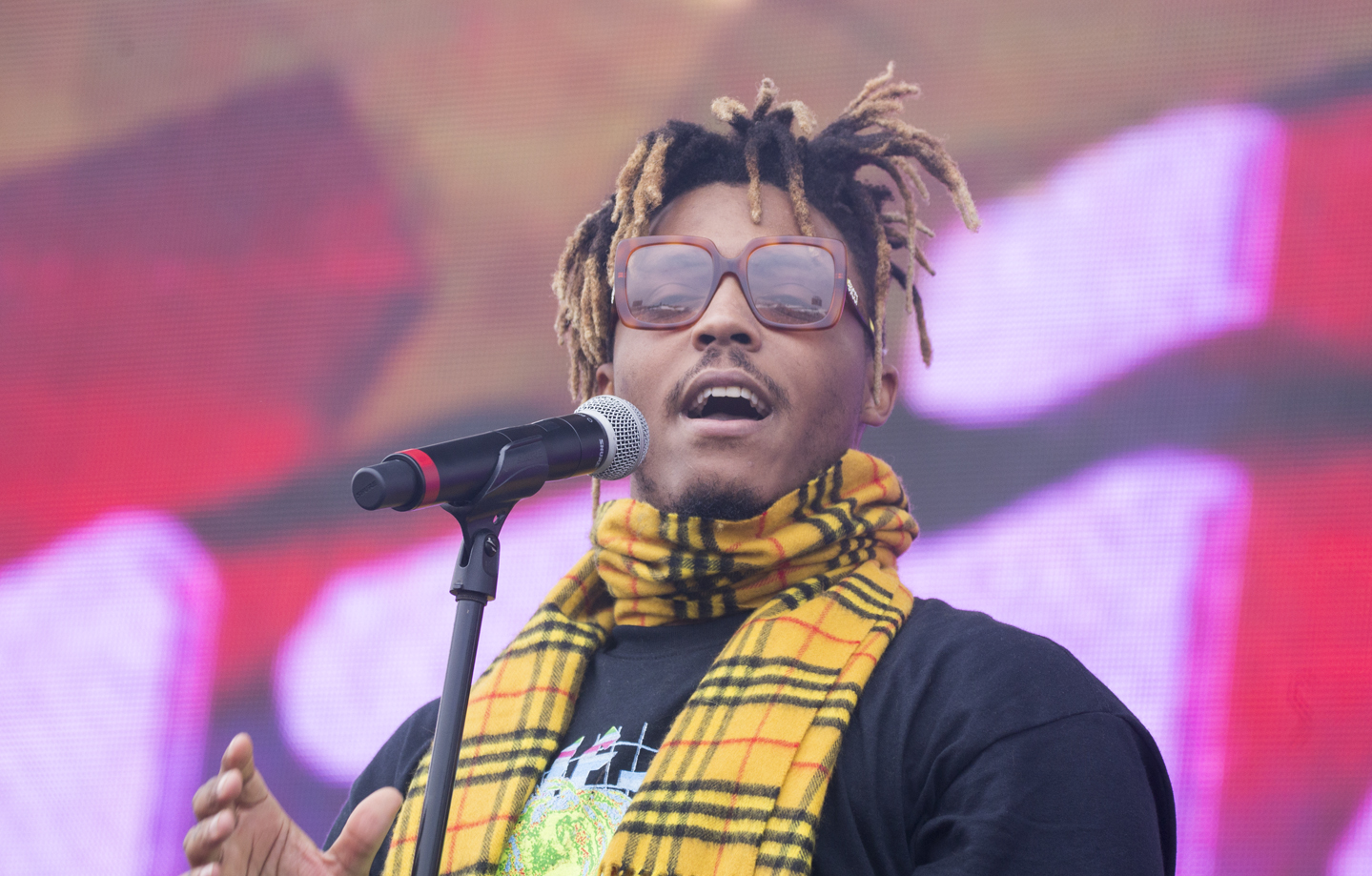
Higgins em maio de 2019

Higgins começou a se desenvolver como artista em seu primeiro ano do ensino médio. Sua primeira faixa, "Forever", foi lançada no SoundCloud em 2015 sob o nome JuicetheKidd. Higgins gravou a maioria de suas primeiras faixas em um telefone celular, enviando-as para o SoundCloud em seu segundo ano. Seu nome mudou de JuicetheKidd, um nome inspirado em sua afeição pelo rapper Tupac Shakur e sua parte no filme Juice, para Juice WRLD porque "representa dominar o mundo".
Sua primeira faixa produzida por seu último produtor Nick Mira, "Too Much Cash", foi lançada em 2017.[carece de fontes?] Enquanto lançava projetos e músicas no SoundCloud, Higgins trabalhava em uma fábrica, mas foi demitido duas semanas depois de se ver insatisfeito com o trabalho. Depois de se juntar ao coletivo Internet Money, Higgins lançou seu EP de estreia, 9 9 9, em 15 de junho de 2017, com a música "Lucid Dreams" estourando e aumentando seus seguidores.
Em meados de 2017, o artista começou a receber atenção de artistas como Waka Flocka Flame e Southside, além dos colegas artistas de Chicago G Herbo e Lil Bibby. Posteriormente, ele assinou com a gravadora Grade A Productions.

### Estilo musical
Higgins declarou suas influências musicais como sendo de gênero geral, indo do emo, da música hip hop alguns elementos do rock, punk e heavy metal. Higgins afirmou que suas maiores influências foram os rappers Chief Keef, Travis Scott, Kanye West e o cantor de rock britânico Billy Idol.[carece de fontes?] Suas outras influências incluem Wu-Tang Clan, Fall Out Boy, Black Sabbath, Megadeth, 2Pac, Eminem, Kid Cudi e Escape the Fate. A música de Higgins foi rotulada como um rap com misturas de "emo" e "rock" inclinando-se, "flexionando os gêneros", com a música focada em ter "every broken heart, every wounded feeling."

### Vida pessoal
Em 2019, Higgins estava morando em Los Angeles com sua namorada, Ally Lotti. Os dois se conheceram em 2018, em um acidente de carro.

### Morte

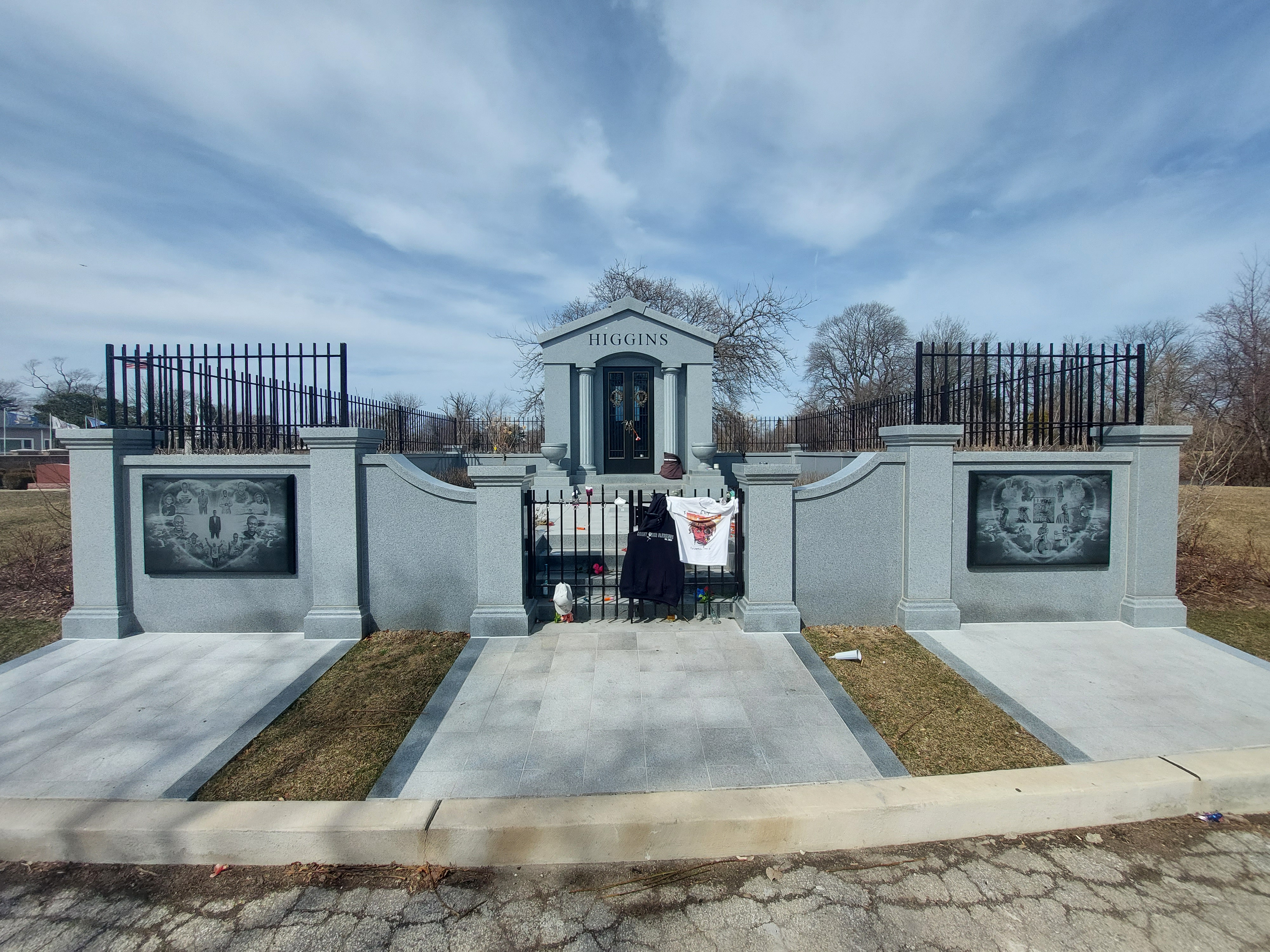
Mausoléu de Higgins em Blue Island, fotografado em março de 2022.

Em 8 de dezembro do mesmo ano, aos 21 anos, Jarad Anthony Higgins foi declarado morto após sofrer uma convulsão no Aeroporto Internacional Midway, em Chicago, Illinois.
Segundo o Departamento de Polícia de Chicago, Higgins estava consciente e sangrando pela boca quando os paramédicos chegaram ao local. Ele foi levado às pressas para um hospital próximo, onde foi declarado morto pouco depois às 3:14 da manhã. O departamento de polícia também afirma que não havia sinais que levassem à conclusão pela existência de um crime.
Após sua autópsia, foi revelado que a causa de sua convulsão foi a ingestão de pílulas de oxicodona e codeína. Ambas as substâncias estavam em níveis extremamente altos em seu sangue. Além disso, o relatório médico também dizia que em seu sangue havia prometazina e naloxona, substância essa que tinha tomado várias doses naquela manhã. 
Alicia disse às autoridades no aeroporto Midway que ele "soltou um suspiro e caiu no chão" enquanto os agentes do FBI revistavam suas malas e eventualmente encontraram 30 kg de Cannabis em várias malas a bordo de seu jato particular. Ela revelou também que apesar de Higgins não ter reclamado de nenhuma doença ou mal-estar antes das convulsões, ele estava lutando contra o vício de pílulas de oxicodona desde o ano anterior.

## Discografia

### Álbuns de estúdio
- Goodbye & Good Riddance (2018)
- Death Race for Love (2019)
- Legends Never Die (2020)
- Fighting Demons (2021)
- The Party Never Ends (2024)

### Mixtapes
- What Is Love? (2015)
(como JuicetheKidd)
- Wrld On Drugs (2018)
(com Future)

### EPs
- Juiced Up the EP (2016)
(como JuicetheKidd)
- Twilight Zone EP (2016)
(como JuicetheKidd)
- Affliction (2017)
- Heartbroken in Hollywood 9 9 9 (2017)
- JuiceWrld 9 9 9 (2017)
- BingeDrinkingMusic (2017)
- Nothings Different (2017)
- Too Soon.. (2018)
- Up Next Session: Juice Wrld (2018)